# Chiesa di San Michele al Pozzo Bianco

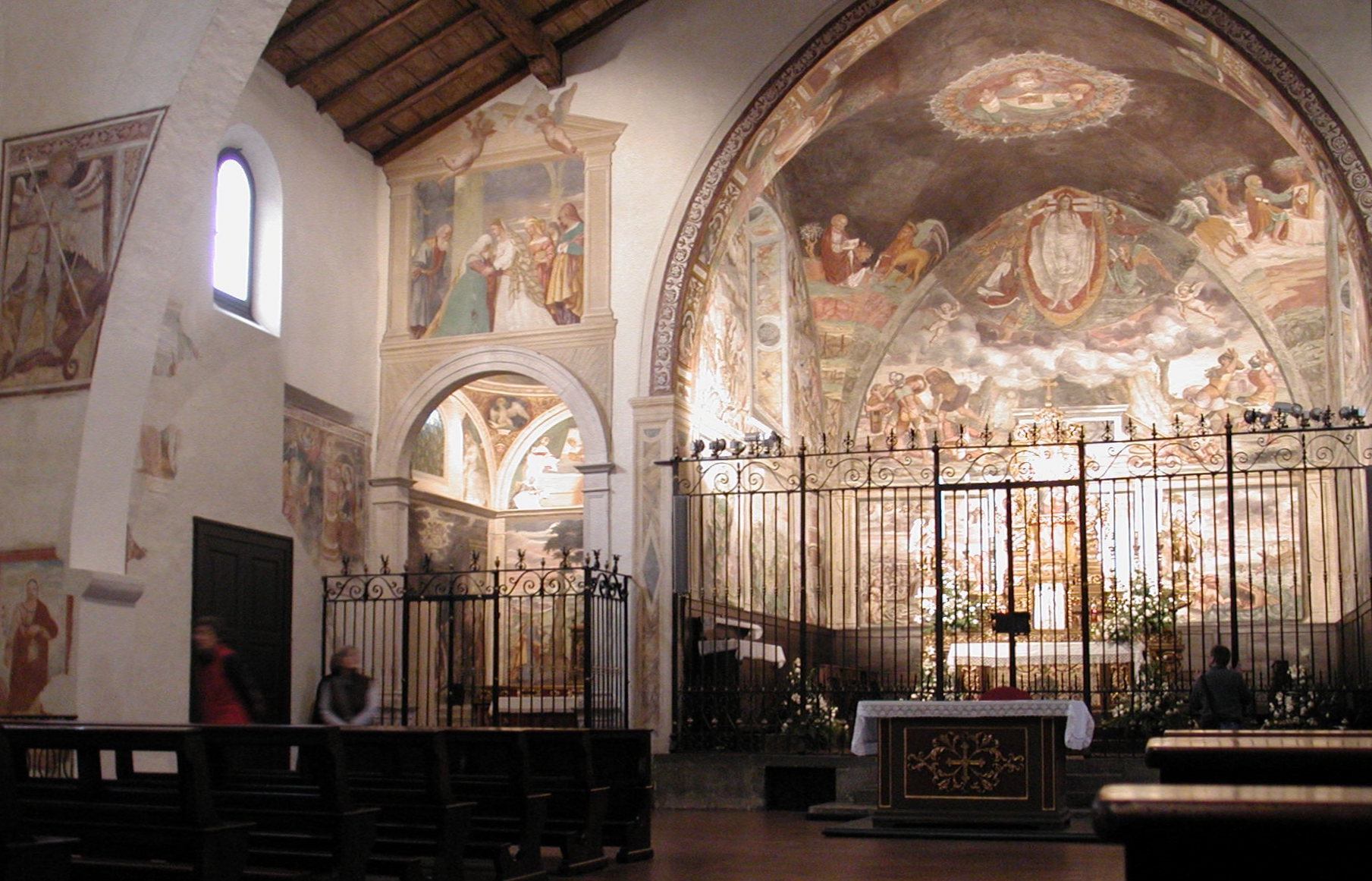
Interno

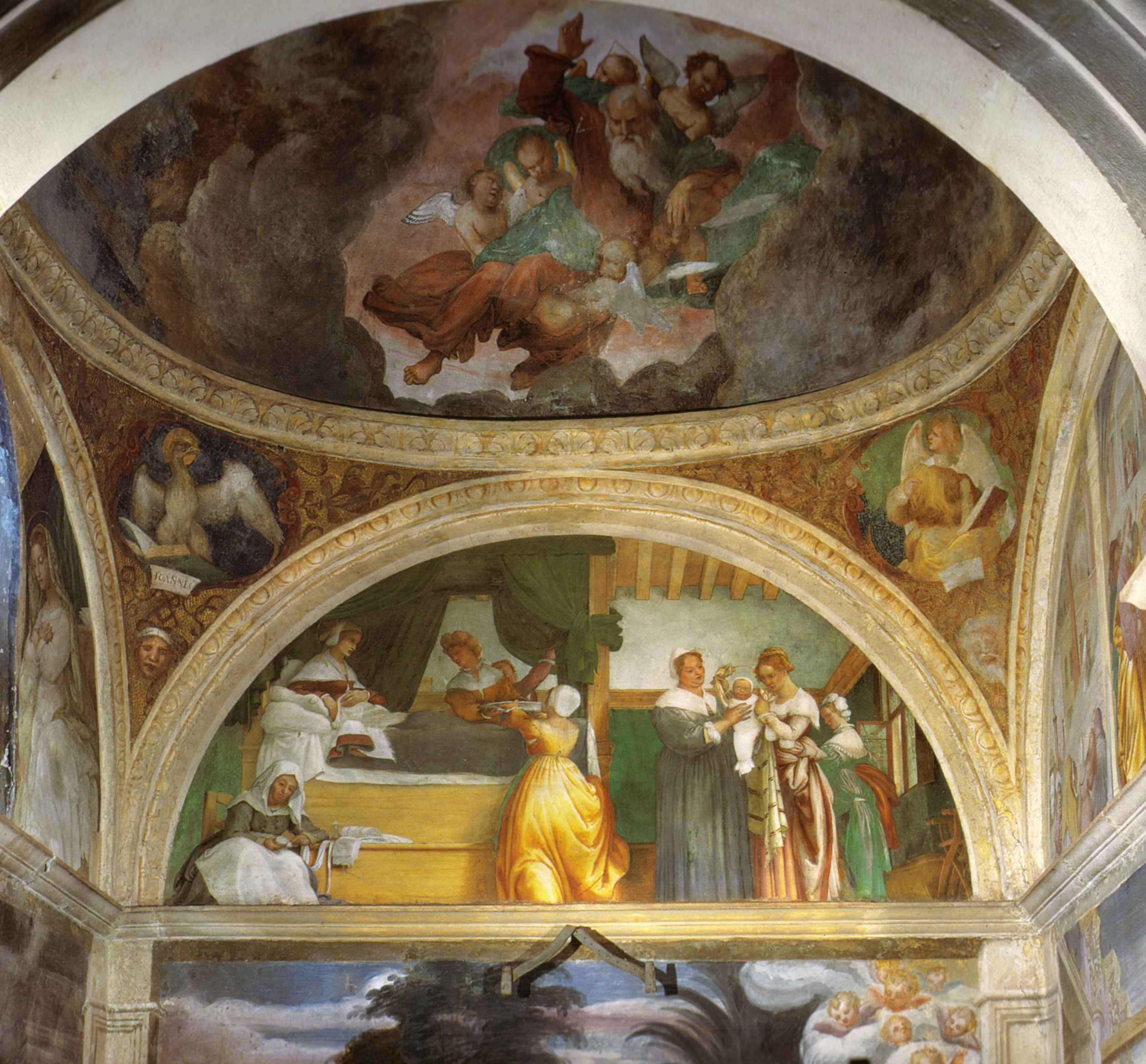
Affreschi di Lorenzo Lotto

La chiesa di San Michele al Pozzo Bianco si trova a Bergamo Alta, nell'omonima piazzetta su via Porta Dipinta. La chiesa di antica edificazione conserva i dipinti di Lorenzo Lotto Scene della vita di Maria.

## Storia
Della chiesa primaria fondata nell'VIII secolo dai Longobardi e nominata già nel X Pluteo Albo cioè del Pozzo Bianco, forse per la presenza di un pozzo di marmo bianco, nulla rimane. La chiesa venne nominata in alcuni lasciti testamentari che Taidone, gasindio del re dei Longobardi Desiderio, aveva fatto nel 774 per alcune chiese, nominandola come Basilica di sant'Arcangelo Michele fuori le mura. La parte più antica della chiesa è probabilmente lo scurolo. La chiesa venne consacrata l'anno 801 sotto l'impero di Carlo Magno. L'appellativo Pozzo Bianco risulta presente solo nei documenti successivi il 905.
Venne ricostruita nel XII-XIII secolo, successivamente rinnovata nel secolo XV, anche se la facciata è del Novecento, e si trovava al centro della vicinia omonima. Confina con la casa del vicario, a sinistra, decorata da affreschi del XV secolo attribuiti a Giacomo Scanardi. 
Nel 1226 venne fondata una confraternita laica che si dedicava all'assistenza dei bisognosi, soppressa nel 1805 con occupazione napoleonica con lo spoglio delle opere che vi erano conservate. Molte sono state conservate nella vicina chiesa di Sant'Andrea. Mentre il grande dipinto matrimonio mistico di Santa Caterina da Siena del Lotto è conservato presso l'Accademia Carrara.

## Descrizione

### Esterno
La facciata esterna in bugnato fu realizzata nel 1915 su disegno di Camillo Galizzi. L'ingresso ad arco centinato si ripete nel primo piano con due finestre arcate a tutto sesto e nell'ulteriore piano superiore con due trifore. 

Lateralmente il fabbricato, che viene indicato nelle visite pastorali come sede del consorzio della Vergine e di san Michele Arcangelo, è ricoperto nella parte superiore di tre riquadri affrescati non ben conservati. Il primo a destra raffigura una Madonna in trono circondata da angeli inserita in un'architettura rinascimentale. Accanto San Cristoforo con il Bambino, effigie che si ritrova all'interno della chiesa. Accanto ai due riquadri sono visibili due figure maschili, una in piedi e una genuflessa con accanto una donna e due soldati. Raccontano la storia di San Donnino, la chiesa custodiva una reliquia del santo. La leggenda narra che il santo avesse offerto acqua e vino a un malato d'idrofobia, guarendolo. La donna raffigurata tiene tra le mani un contenitore. Nella parte inferiore Luigi Angelini descrive la presenza di un affresco non più visibile, che rappresentava sei uomini seduti in consiglio, probabilmente i presidi della confraternita. Gli affreschi sarebbero stati assegnati a Giacomo Scanardi.

### Interno
All'interno, dall'aspetto quattrocentesco, si trova una navata unica divisa da tre campate scandite da due arcate a sesto acuto, che poggiano su due pilastri risalenti al XV secolo. La copertura è di travi a vista, sostenute dalle suddette arcate ogivali, rivestite, al pari delle pareti, da un affresco con san Domenico, datato nel 1440. Altri affreschi più antichi, di gusto bizantineggiante, si trovano sulla parete nord e sulla controfacciata. Furono riscoperti nel 1942, come nell'androne esterno una Madonna in trono col Bambino databile invece al XV secolo.

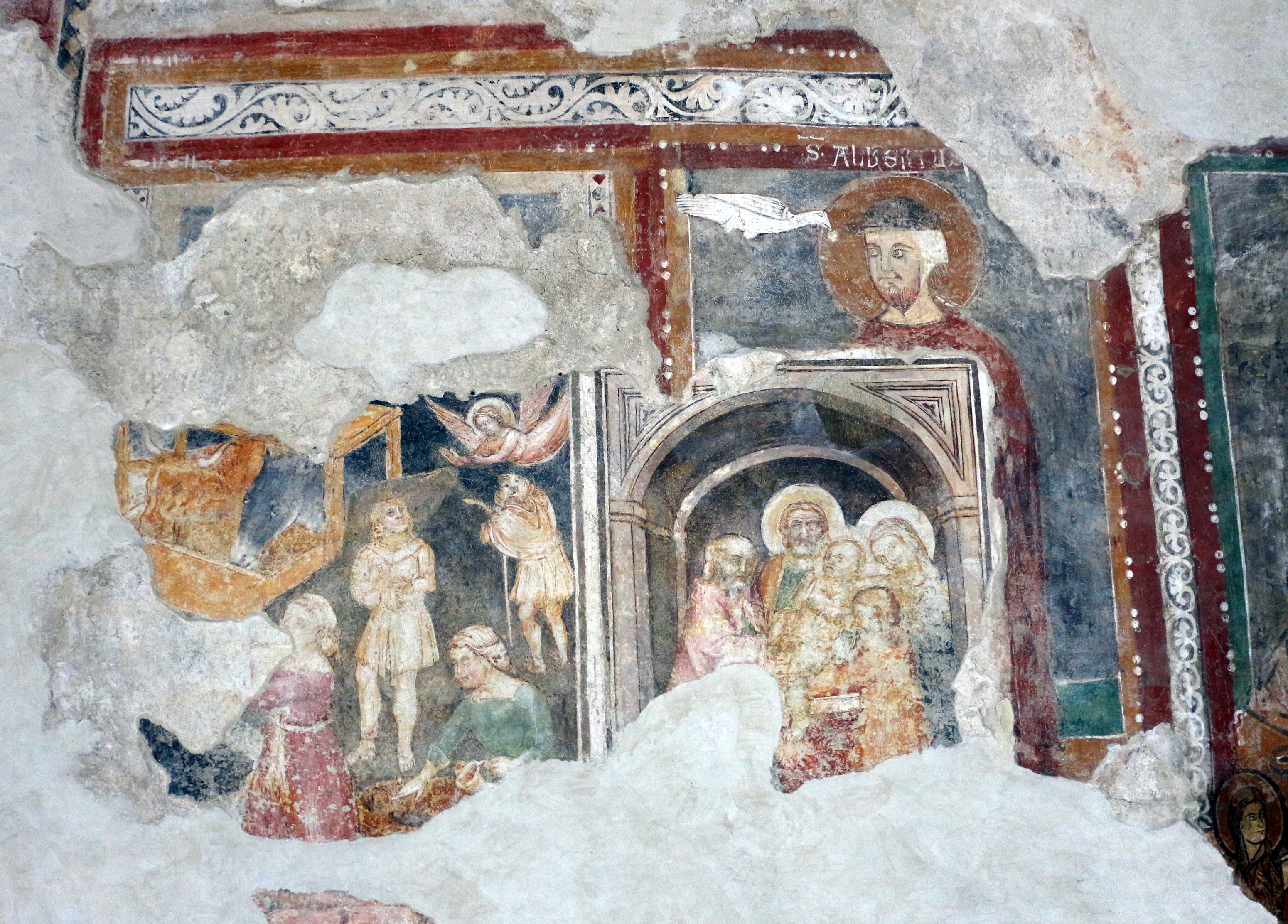
San Giuseppe e sant'Alberto

Le pareti della chiesa presentano numerosi affreschi votivi eseguiti da artisti anonimi in epoche diverse e di differenti dimensioni, accostati casualmente, a volte sovrapposti e rielaborati, alcuni di particolare interesse. Gli affreschi venivano dedicati a santi protettori delle famiglie committenti, oppure testimoniavano lo scioglimento di un voto fatto per chiedere una grazia particolare attraverso l'intercessione del santo raffigurato: frequenti sono san Sebastiano e san Rocco, invocati nei periodi di pestilenza. La raffigurazione di una Pietà con devoto, sant'Anna con devoto posti sull'arco di sinistra sono stati eseguiti da Giorgio da San Pellegrino, genitore di quel Guido che divenne suocero di Giacomo Scanardi che ha realizzato gli affreschi del palazzo esterno.

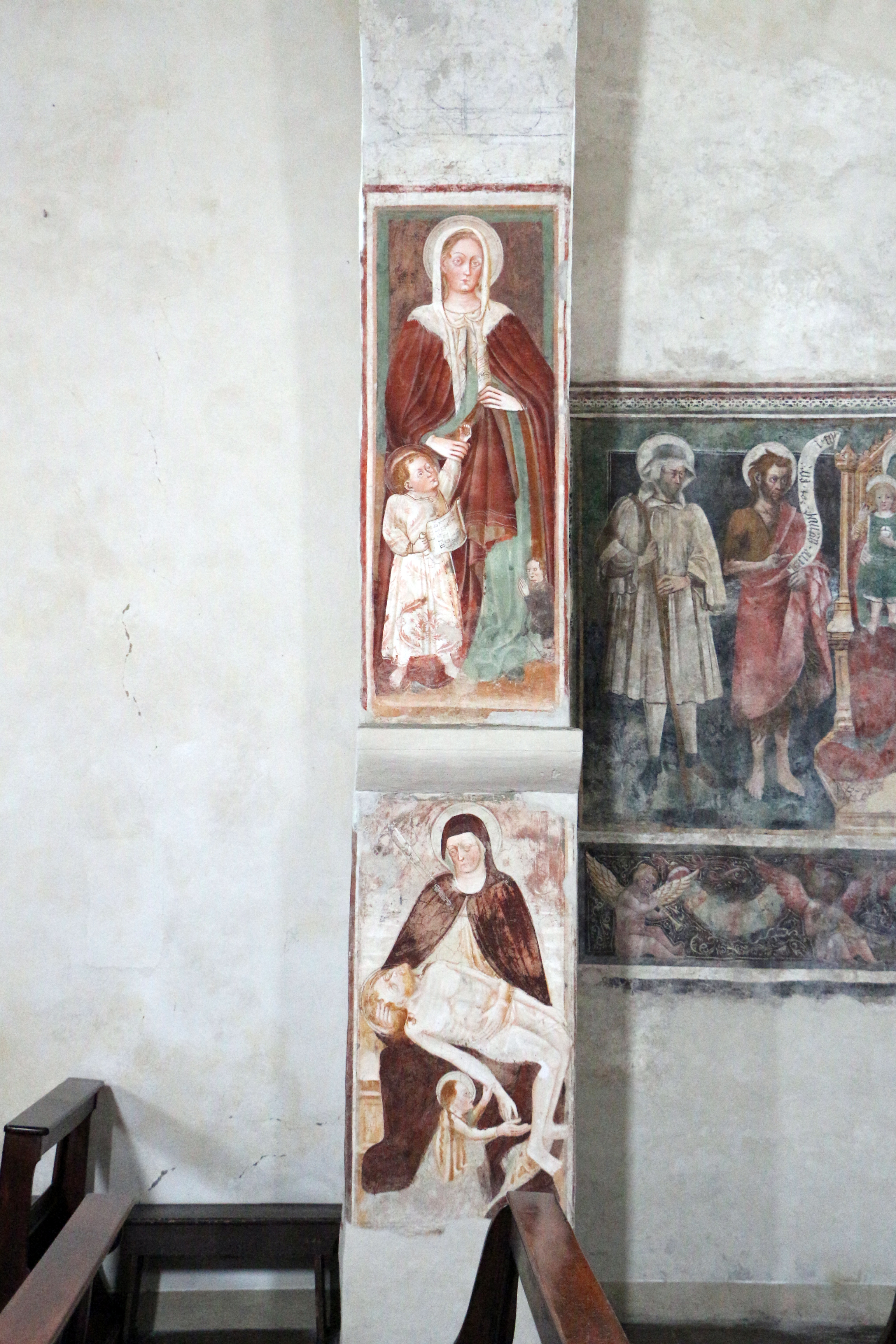
Affreschi realizzati da Giorgio da San Pellegrino

Sulla parete orientale, che corrisponde alla parte absidale, vi sono tre cappelle chiuse da un'inferriata del XVII secolo, tutte e tre affrescate tra il 1550 e il 1576. La cappella centrale è di grandi dimensioni, mentre molto ridotte sono le due laterali. 
La cappella a sinistra è particolarmente notevole per la presenza delle Scene della vita di Maria realizzate nel 1525 da Lorenzo Lotto, che viveva nelle vicinanze ospite della famiglia di Niccolò Bonghi. Le pitture vennero restaurate durante i lavori del 1902. La chiesa ospitava anche il dipinto Nozze mistiche di santa Caterina d'Alessandria, che venne spostato durante la Repubblica Cisalpina.
Sulla parete di sinistra prima della cappella del Lotto vi è la raffigurazione di un'Annunciazione che presenta tra l'angelo e la Madonna la figura di un neonato, il Verbo divino, il quale si appresta a diventare uomo e vola verso la Vergine per incarnarsi nel suo grembo. Tra gli affreschi della parete laterale sinistra, si trova anche una delle più antiche raffigurazioni del beato bergamasco Alberto di Villa d'Ogna, morto a Cremona nel 1279; l'affresco sarebbe da attribuire all'anonimo maestro denominato "Maestro di Angera".
La cappella centrale presenta |affreschi di Giovan Battista Guarinoni d'Averara (1576), che dipinse anche quelli della cappella di destra, con le Storie di San Giovanni Battista e il registro inferiore della cappella di sinistra, con le scene dell' Adorazione dei Pastori, l'Adorazione dei Magi e la Fuga in Egitto. La cappella centrale conserva tre affreschi di Lucano da Imola detto Gaggio, con le Storie di san Michele Arcangelo, firmate e datate 1550. Esse rappresentano, da sinistra a destra, la prima apparizione a Monte Sant'Angelo (presso Siponto) nel 490, la seconda apparizione, durante l'assedio di Odoacre a Siponto nel 493, la terza apparizione, sopra la Mole Adriana (poi Castel Sant'Angelo) a Roma, al termine della peste del 590, davanti a papa Gregorio Magno. Al di sopra Gian Battista Guarinoni d'Averara ha affrescato la Caduta degli Angeli ribelli. Sulla parete centrale, nel registro inferiore, sempre del Guarinoni, la scena della Crocifissione, tra quella della profezia di Ezechiele sulle ossa aride a Babilonia (Ezechiele 37,1-9), a sinistra, e quella in cui si concentra la vicenda del profeta Giona, narrata nell'omonimo libro biblico, entrambe profezie della Risurrezione di Cristo, raffigurata nell'affresco soprastante. La parete di destra del presbiterio è pure tutta affrescata dal Guarinoni d'Averara nel 1576 e raffigura, nel registro inferiore, da sinistra a destra, i tre giovani nella fornace di Nabucodonosor a Babilonia (Dan 3,1ss), confortati da un angelo; il sacrificio di Isacco (Gen 22,1-18, impedito da un angelo che ferma Abramo; di recente (2019) don Giovanni Gusmini ha identificato la terza scena: essa raffigura l'incendio di Costantinopoli, scatenato durante un assedio turco (15 agosto 718), ma fermato dall'intervento miracoloso di angeli che versano acqua sulle fiamme per intercessione della Vergine Odigitria. Una devozione, questa, che si diffuse dal sud Italia in tutta la Penisola.    
La chiesa possiede anche una cripta a tre vani, la più antica della bergamasca, con affreschi che datano a partire dal XIII secolo. Altri sono invece posteriori, tra i quali la (Madonna in trono e santi) attribuito ad Antonio Boselli. 
L'altare conserva l'immagine della Madonna del buon Consiglio proveniente dalla chiesa di Sant'Agostino indicata presente nel 1659 nella sesta cappella sul lato destro e recuperata durante l'occupazione e le espoliazioni napoleoniche dei primi anni dell'Ottocento. Il dipinto ha una provenienza mariana della basilica di Santa Maria Maggiore comprata poi da un fedele e donata alla chiesa agostiniana quale ringraziamento di una grazia ricevuta.

### Cripta

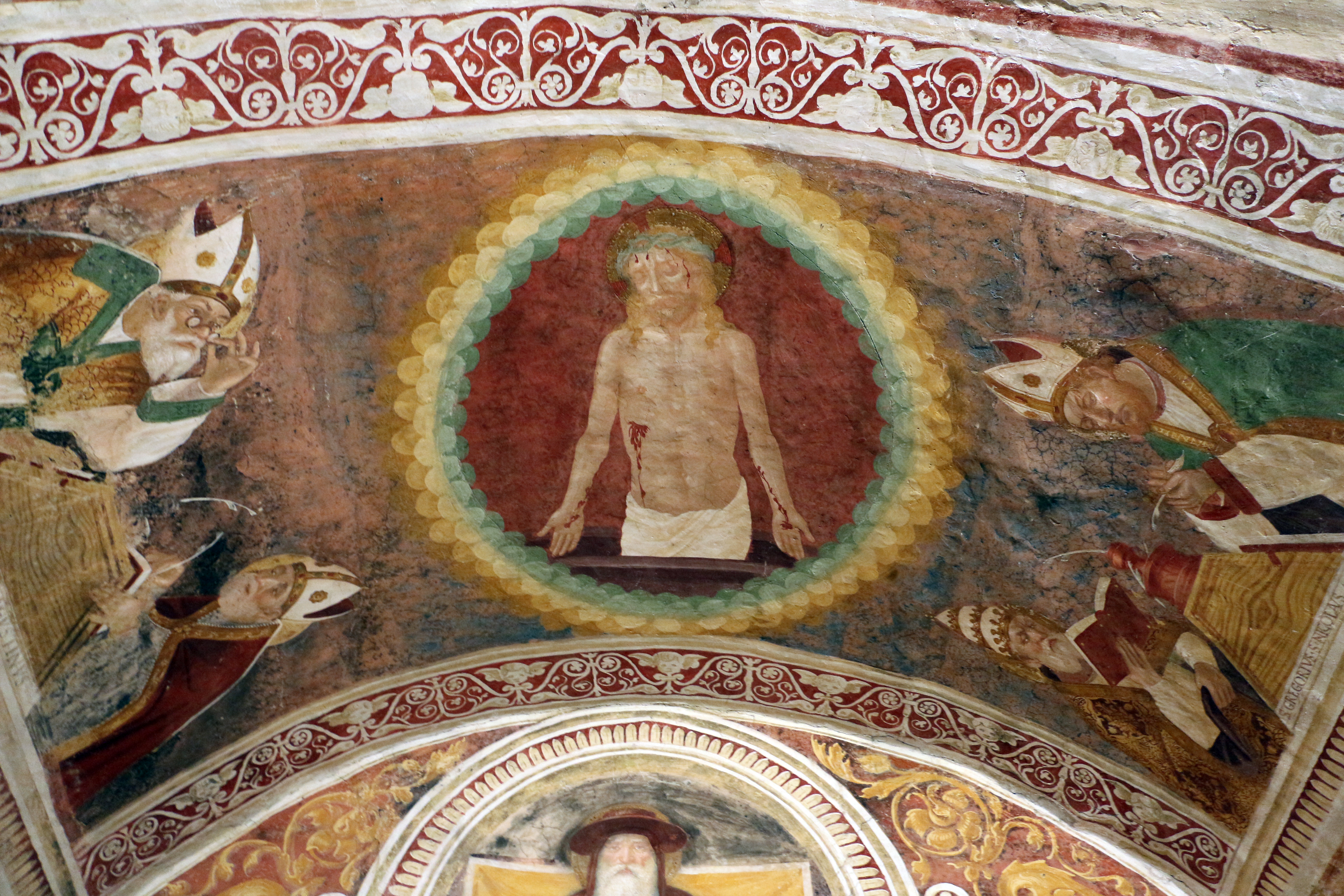
San Michele al pozzo bianco-Affresco della cripta

Sul lato a sinistra vi è una ripida scala che conduce ad un livello inferiore, nella cripta. Si presentano quattro locali affrescati. L'ingresso ristrutturato nel XV secolo presenta affreschi sicuramente antecedenti a quelli presenti nella parte superiore della chiesa. Il dipinto di una Madonna con Bambino e san Cristoforo risalenti ai primi decenni del Duecento. La conformazione rigida dell'affresco acquista ricchezza grazie all'uso cromatico dei colori che spaziano dalle tinte scure a quelle chiare. Vengono attribuite al Maestro di Sant'Anna Metterza che aveva realizzato gli affreschi nella chiesa di San Giorgio ad Almenno San Salvatore. Gli affreschi hanno una sovrapposizione con altri del XVI secolo, come un san Gerolamo identificato dagli attributi del libro e della veste cardinalizia con un leone ai piedi. Sulla volta dentro una mandorla la raffigurazione della passione di Cristo, tra i santi Ambrogio, Gregorio, Agostino e Nicola. Il loro ruolo di dottori della chiesa è evidenziato dalle grandi penne e dai calamai. Lo stemma della famiglia Carrara la nominerebbe committente della cappella..